# Megalopta noctifurax
Megalopta noctifurax là một loài Hymenoptera trong họ Halictidae. Loài này được Engel, Brooks & Yanega mô tả khoa học năm 1997.